# العلاقات الغابونية اللاتفية
العلاقات الغابونية اللاتفية هي العلاقات الثنائية التي تجمع بين الغابون ولاتفيا.

## مقارنة بين البلدين
هذه مقارنة عامة ومرجعية للدولتين:
| وجه المقارنة                                              | الغابون                        | لاتفيا                                             |
| --------------------------------------------------------- | ------------------------------ | -------------------------------------------------- |
| المساحة (كم2)                                             | 267.67 ألف                     | 64.59 ألف                                          |
| عدد السكان (نسمة)                                         | 2.03 مليون                     | 1.93 مليون                                         |
| الكثافة السكانية (ن./كم²)                                 | 7.58                           | 29.88                                              |
| العاصمة                                                   | ليبرفيل                        | ريغا                                               |
| اللغة الرسمية                                             | لغة فرنسية                     | اللغة اللاتفية                                     |
| العملة                                                    | فرنك وسط أفريقي                | يورو، لاتس لاتفي، الروبل اللاتفي ‏، الروبل اللاتفي ‏ |
| الناتج المحلي الإجمالي (بليون دولار)                      | 14.62 مليار                    | 30.26 مليار                                        |
| الناتج المحلي الإجمالي (تعادل القوة الشرائية) بليون دولار | 34.65 مليار                    | 49.24 مليار                                        |
| الناتج المحلي الإجمالي الاسمي للفرد دولار أمريكي          | 8.27 ألف                       | 14.06 ألف                                          |
| الناتج المحلي الإجمالي للفرد دولار أمريكي                 | 19.43 ألف                      | 23.55 ألف                                          |
| مؤشر التنمية البشرية                                      | 0.684                          | 0.819                                              |
| رمز المكالمات الدولي                                      | +241                           | +371                                               |
| رمز الإنترنت                                              | .ga                            | .lv                                                |
| المنطقة الزمنية                                           | ت ع م+01:00، توقيت غرب أفريقيا | ت ع م+02:00، ت ع م+03:00، أوروبا/ريغا ‏             |

## منظمات دولية مشتركة
يشترك البلدان في عضوية مجموعة من المنظمات الدولية، منها:
| علم المنظمة | اسم المنظمة                               | تاريخ انضمام الغابون | تاريخ انضمام لاتفيا |
| ----------- | ----------------------------------------- | -------------------- | ------------------- |
|             | يونسكو                                    | 16 نوفمبر 1960       | 9 يوليو 1951        |
|             | الفريق المعني برصد الأرض                  | ?                    | ?                   |
|             | مؤسسة التمويل الدولية                     | 20 أكتوبر 1970       | 29 سبتمبر 1993      |
|             | المركز الدولي لتسوية المنازعات الاستشارية | 14 أكتوبر 1966       | 7 سبتمبر 1997       |
|             | منظمة حظر الأسلحة الكيميائية              | ?                    | ?                   |
|             | مؤسسة التنمية الدولية                     | 4 نوفمبر 1963        | 11 أغسطس 1992       |
|             | منظمة التجارة العالمية                    | ?                    | 1999                |
|             | وكالة ضمان الاستثمار متعدد الأطراف        | 26 مارس 2003         | 21 أغسطس 1998       |
|             | الاتحاد البريدي العالمي                   | ?                    | ?                   |
|             | الاتحاد الدولي للاتصالات                  | 28 ديسمبر 1960       | 11 ديسمبر 1921      |
|             | منظمة الشرطة الجنائية الدولية             | ?                    | ?                   |
|             | الأمم المتحدة                             | 20 سبتمبر 1960       | 17 سبتمبر 1991      |
|             | البنك الدولي للإنشاء والتعمير             | 10 سبتمبر 1963       | 11 أغسطس 1992       |

## وصلات خارجية
- موقع وزارة الخارجية اللاتفية